# Kronplatz
Kronplatz (wł. Plan de Corones) – szczyt o wysokości 2 275 m n.p.m. położony w Dolomitach, w Południowych Alpach Wapiennych, będący centralnym punktem Ośrodka Narciarskiego o tej samej nazwie. Pod względem administracyjnym góra leży w prowincji Bolzano, w regionie Trydent-Górna Adyga, w północnych Włoszech.
Tę samą nazwę przyjęto również dla całego regionu, którego główną częścią jest Ośrodek Narciarski Kronplatz.

## Wakacyjny Region Kronplatz
Wakacyjny Region Kronplatz (niem. Ferienregion Kronplatz) składa się z trzech odrębnych i oddalonych od siebie Ośrodków Narciarskich:
- Ośrodek Narciarski Kronplatz
- Ośrodek Narciarski Speikboden
- Ośrodek Narciarski Klausberg

## Ośrodek Narciarski Kronplatz

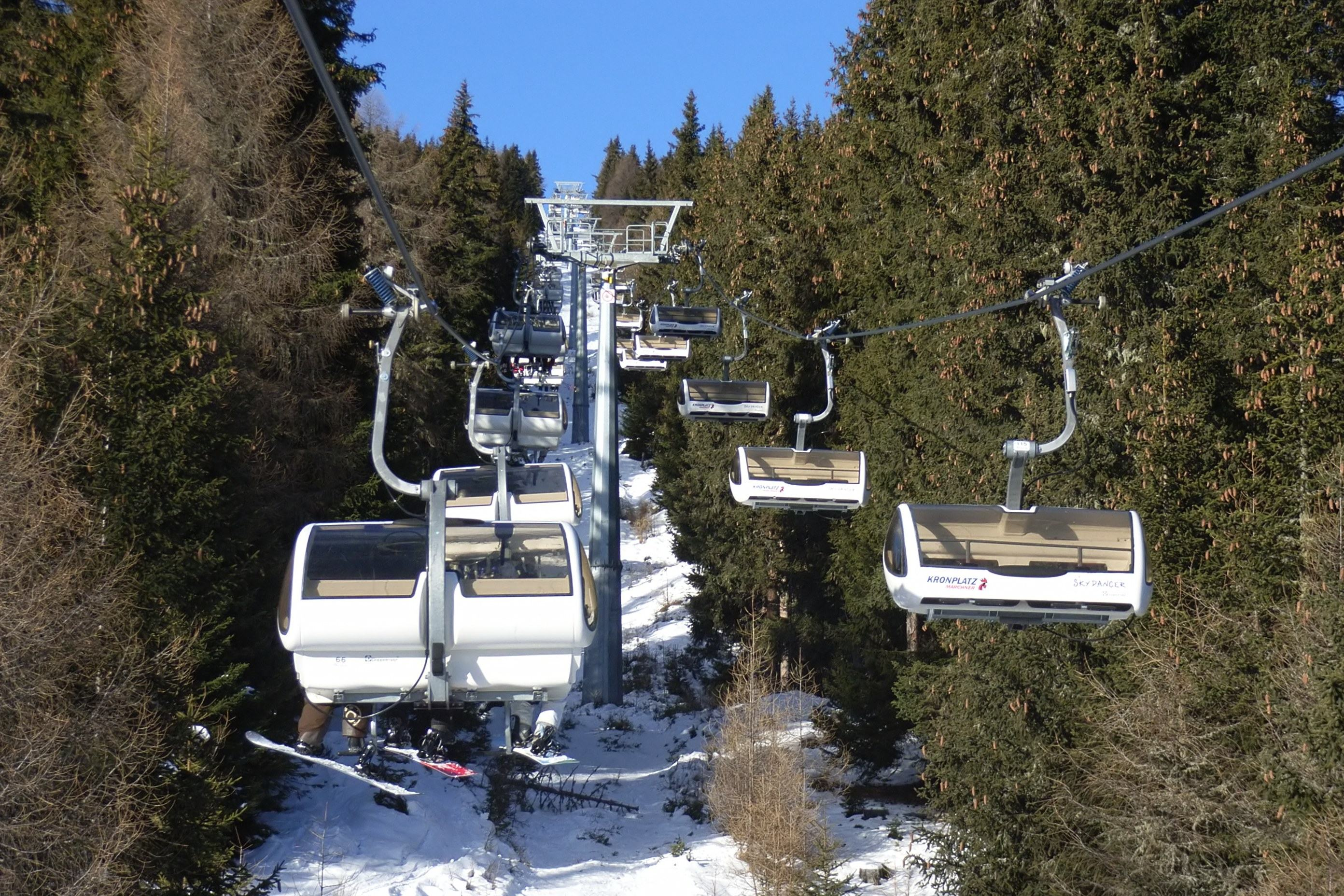
Wyciąg krzesełkowy Marchner, obecnie zastąpiony przez kolejkę gondolową

Na stokach góry funkcjonuje oceniony na 5 gwiazdek Ośrodek Narciarski Kronplatz (Plan de Corones), w ramach którego powstało 119 kilometrów tras zjazdowych oraz 27 kolejek linowych o różnej długości i charakterze, w tym 22 kolejki gondolowe i 5 wyciągów krzesełkowych. Oprócz tego, formalnie do Ośrodka Narciarskiego Kronplatz należy jeszcze 5 wyciągów orczykowych rozmieszczonych po okolicznych wsiach, nawet dość odległych od masywu góry Kronplatz. 
Spośród tras zjazdowych, siedem jest oznaczonych jako czarne, z czego dwie - Erta i Piz de Plaies - posiadają homologację Międzynarodowej Federacji Narciarskiej do rozgrywania slalomu i giganta. Na uwagę zasługuje także trasa Ried o długości 7 km, prowadząca ze szczytu do stacji kolejowej Perca, będącej jednocześnie dolną stacją kolejki gondolowej.
W okolicy funkcjonuje również 200 kilometrów tras do uprawiania narciarstwa biegowego. Sezon narciarski trwa przez ok. pięć miesięcy w roku i zazwyczaj zaczyna się w ostatnich dniach listopada, a kończy się w drugiej połowie kwietnia.
Kronplatz stanowi część większej sieci ośrodków narciarskich objętych wspólnym karnetem o nazwie Dolomiti Superski. W pobliżu ośrodka, w dolinie Val Pusteria, rozwinęło się wiele miejscowości wypoczynkowych, z których największą jest Brunico (niem. Bruneck).

## Turystyka

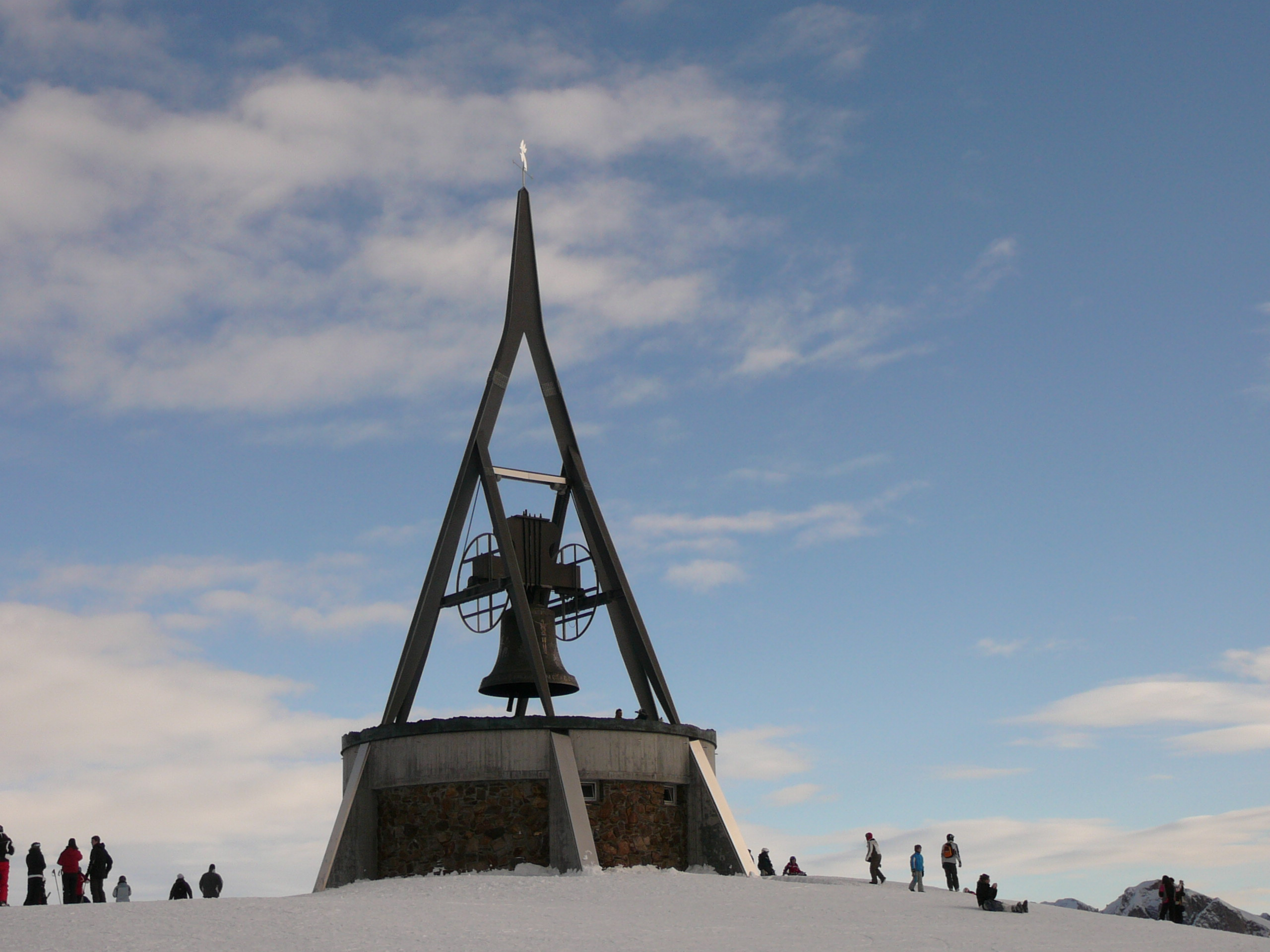
Dzwon Pokoju na Kronplatz

Na Kronplatz wiedzie szereg pieszych szlaków turystycznych, rozpoczynających się w Riopratino oraz St. Vigil, jak również dwa szlaki rowerowe. Ponadto, wokół szczytu wyznaczono dwie trasy do pieszych wędrówek. Noszą one nazwy Concordia Panoramaweg oraz Großer Rundweg Kronplatz.
Na 11-metrowej wieży, na szczycie góry, w 2000 roku zamontowano największy dzwon w Alpach, o wysokości 3,11 metrów. Nosi on nazwę Dzwon Pokoju Concordia 2000. Dzwoni każdego dnia w południe oraz za każdym razem, gdy w którymś z państw świata znoszona jest kara śmierci bądź kończy się wojna.

### Muzeum Corones
W latach 2013–2014 na szczycie Kronplatzu trwała budowa szóstego z oddziałów Messner Mountain Museum, któremu nadano nazwę Corones. Obiekt zostanie otwarty 24 lipca 2015 r. i będzie poświęcony historii alpinizmu. Muzeum powstało z inicjatywy alpinisty Reinholda Messnera. Budynek zaprojektowała brytyjska architekt, Zaha Hadid.

## Sport
Szczyt dwukrotnie znalazł się na trasie kolarskiego wyścigu Giro d'Italia - na 16. etapie w 2008 roku oraz na 16. etapie w 2010 roku. Podjazd na szczyt ma długość 12,9 km, a przewyższenie wynosi ok. jednego kilometra. Średnie nachylenie wynosi 7,9%. Nachylenie maksymalne osiąga 24%. W 2008 r. na szczyt jako pierwszy wjechał Franco Pellizotti, a w 2010 r. Stefano Garzelli.
W dniu 24 stycznia 2017 w Ośrodku Narciarskim Kronplatz po raz pierwszy mają się odbyć zawody Narciarskiego Pucharu Świata FIS. Zawody kobiet odbędą się na czarnej trasie zjazdowej Erta.